# Andrea Piribauer
Andrea Piribauer (...) è un'ex atleta paralimpica austriaca.
Ha rappresentato l'Austria alle Paralimpiadi invernali del 1992. 
Ha vinto la medaglia di bronzo nel Supergigante B1-3 femminile. Ha anche gareggiato nello slalom gigante femminile B1-3 dove si è classificata al 4º posto.